# Покур (село)
По́кур — село в Нижневартовском районе Ханты-Мансийского автономного округа — Югры Российской Федерации. Административный центр и единственный населённый пункт сельского поселения Покур. Находится на реке Обь.

## Климат
Климат резко континентальный, зима суровая, с сильными ветрами и метелями, продолжающаяся семь месяцев. Лето относительно тёплое, но быстротечное.

## Население
| 2010 | 2012 | 2013 | 2014 | 2015 | 2016 | 2017 |
| ---- | ---- | ---- | ---- | ---- | ---- | ---- |
| 688  | ↘667 | ↗668 | ↘632 | ↘622 | ↘613 | ↘601 |
| 2018 | 2019 | 2020 | 2021 |      |      |      |
| ↘591 | ↘579 | ↘575 | ↘553 |      |      |      |